# Carlos Beltrán (beisbolista)
Carlos Iván Beltrán (Manatí, 24 de abril de 1977) es un exjugador puertorriqueño de béisbol profesional que jugaba en la posición de jardinero y bateador designado. Beltrán jugó veinte temporadas en las Grandes Ligas de Béisbol con los Kansas City Royals, Houston Astros, New York Mets, San Francisco Giants, St. Louis Cardinals , New York Yankees y Texas Rangers.
Beltrán fue el Novato del Año de la Liga Americana en 1999. En su carrera fue seleccionado a nueve Juegos de Estrellas, y premiado con tres Guantes de Oro y dos Bates de Plata. Es el quinto jugador en conectar 400 jonrones y robar 300 bases (único bateador de ambas manos en tener estos números), y solo el cuarto ambidiestro en alcanzar los 400 jonrones. También es un miembro del club 30-30, ya que registró 30 jonrones y 30 bases robadas en una misma temporada.
Beltrán es uno de los jugadores con mejores estadísticas en postemporada de la historia. En 2012, se ubicó temporalmente como el líder histórico de on-base plus slugging (OPS) en postemporada, y ocupa el noveno lugar en jonrones.
Beltrán anunció su retiro del béisbol profesional el 17 de noviembre de 2017 mediante un artículo escrito en The Player's Tribune después de haber jugado 20 temporadas en las Grandes Ligas y haber ganado su primera Serie Mundial con los Houston Astros.

## Juventud
En su juventud, Beltrán se destacó en muchos deportes, entre ellos voleiboll, baloncesto y el béisbol pero el voleibol y el béisbol son sus favoritos. En un momento determinado el padre de beltran el Sr. Wilfredo Beltran le indica que es hora de decidirse por un solo deporte y así lo hizo, él dejó el voleibol para concentrarse en el béisbol cuando tenía diecisiete años. Tras graduarse de High School en la escuela Fernando Callejo de Manatí en 1995, fue seleccionado por los Reales de Kansas City en la segunda ronda del draft de Grandes Ligas de ese año.

## Carrera profesional

### Kansas City Royals
Luego de firmar con los Reales, Beltrán fue asignado a los Gulf Coast Royals de la liga de novatos. En 1996 jugó con los Spokane Indians y los Lansing Lugnuts de Clase A, y en 1997 con los Wilmington Blue Rocks de Clase A avanzada. Inició la temporada 1998 con Wilmington, y recibió una promoción a los Wichita Wranglers de la Liga de Texas de Clase AA.
Beltrán debutó en Grandes Ligas el 14 de septiembre de 1998, jugando 15 juegos esa temporada con los Reales y registrando promedio de .276 con siete carreras impulsadas. A diferencia de la mayoría de jugadores, nunca jugó en Clase AAA.
En 1999, ganó el puesto de jardinero central titular y primer bateador de la alineación. Al finalizar la temporada registró promedio de .293 con 22 jonrones, 108 impulsadas y 27 bases robadas, por lo que ganó el premio de Novato del Año de la Liga Americana.
En la temporada del año 2000, las lesiones limitaron a Beltrán a solo 98 juegos, por lo que perdió el puesto de titular ante Johnny Damon. Sin embargo, Damon fue transferido a los Atléticos de Oakland al finalizar la temporada, por lo que Beltrán recuperó su puesto en la temporada de 2001 y registró .306 de promedio con 24 jonrones y 101 impulsadas, seguidamente .273-29-105 en 2002 y .307-26-100 en 2003.

### Houston Astros
El 24 de junio de 2004, Beltrán fue transferido a los Astros de Houston en un cambio entre tres equipos, que envió al relevista Octavio Dotel a los Atléticos de Oakland y al receptor John Buck y los jugadores de ligas menores Mike Wood y Mark Teahen a los Reales.
Mientras aún jugaba con los Reales, Beltrán había sido seleccionado como jardinero titular del Juego de Estrellas por la Liga Americana, pero al lesionarse Ken Griffey Jr. fue elegido como su sustituto por la Liga Nacional, convirtiéndose en el primer jugador en la historia en ser seleccionado para un equipo pero jugar para el otro.
Por el resto del 2004, Beltrán jugó 90 juegos con los Astros, dejando promedio de .258 con 23 jonrones, 53 impulsadas y 28 bases robadas. Sumando lo conseguido con los Reales, registró un total de .267 de promedio con 38 jonrones, 104 impulsadas y 42 bases robadas.

### New York Mets

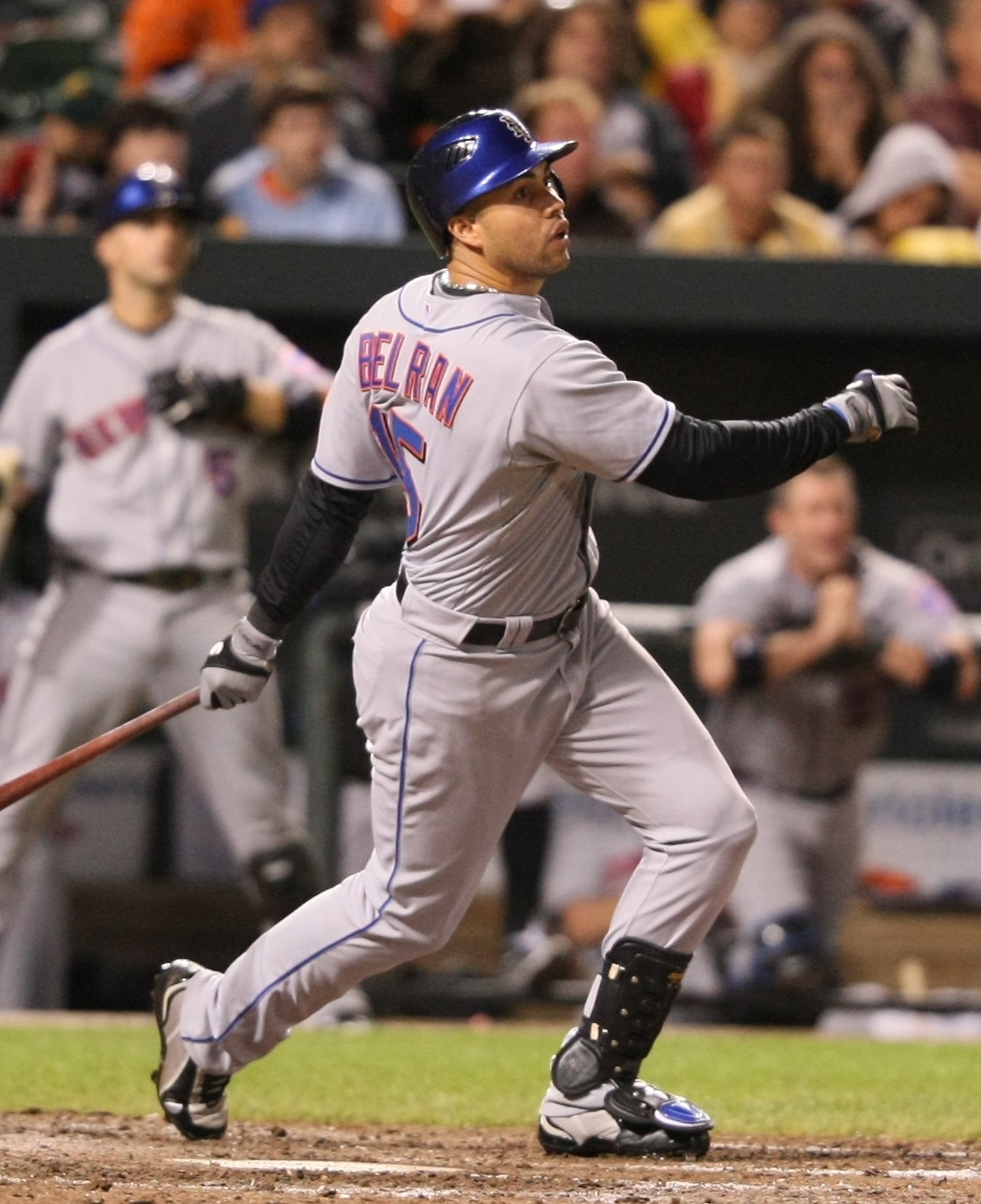
Beltrán con los Mets de Nueva York.

Al finalizar la temporada 2004, Beltrán se convirtió en agente libre. Los Yanquis de Nueva York eran favoritos para contratarlo y Beltrán les ofreció un descuento de $19 millones, pero el equipo declinó la oferta y finalmente los Mets de Nueva York lo firmaron por 7 años y $119 millones, el más grande en la historia de la franquicia para entonces. Fue el décimo contrato en la historia del béisbol en superar 100 millones de dólares.
Beltrán jugó para Puerto Rico en el Clásico Mundial de Béisbol 2006, uniéndose a Carlos Delgado, Bernie Williams, Javier Vázquez, Iván Rodríguez y otros en el equipo dirigido por el entrenador de tercera base y entrenador de los Cardenales de San Luis José Oquendo.
La temporada 2006 fue mejor que la de 2005, su primer año con los Mets. Se mantuvo relativamente saludable, e impulsado por 10 jonrones conectados en mayo, superó antes de la mitad de temporada el total que consiguió el año anterior. Fue convocado a su tercer Juego de Estrellas, al cual asistió con otros cinco jugadores de los Mets. Al finalizar la temporada ganó el Bate de Plata por su destacada ofensiva, y el Guante de Oro y el Premio Fielding Bible por su seguridad defensiva en la posición de jardinero central.
Beltrán bateó por debajo de .230 de mayo a julio en el 2007. Sin embargo, mejoró en agosto y septiembre, terminando con un promedio de bateo de .276 y 112 impulsadas. Solo en septiembre bateó .282 con 8 jonrones, 27 RBI y 22 carreras anotadas. Participó en su cuarto Juego de Estrellas y ganó su segundo Guante de Oro consecutivo.
En 2008, Beltrán ganó su tercer Guante de Oro consecutivo y su segundo Premio Fielding Bible como el mejor jardinero central a la defensiva.
El 24 de abril de 2009, obtuvo su carrera impulsada número 1,000 contra Scott Olsen de los Nacionales de Washington, con un triple en la tercera entrada. En ese año quedó tercero entre los jardineros en la votación al Juego de Estrellas por la Liga Nacional, detrás de Ryan Braun y Raúl Ibáñez.
El 13 de enero de 2010, se sometió a una cirugía en la rodilla que le impidió jugar durante la primera mitad de la temporada. Jugó su primer juego de 2010 el 15 de julio.
El 12 de mayo de 2011, Beltrán conectó tres jonrones en la victoria de los Mets por 9-5 ante los Rockies de Colorado, la primera vez de su carrera que lo consigue.

### San Francisco Giants
El 28 de julio de 2011, Beltrán fue transferido a los Gigantes de San Francisco a cambio del lanzador prospecto Zack Wheeler. Al día siguiente, Beltrán conectó su primer hit con los Gigantes en la derrota por 4-3 ante los Rojos de Cincinnati. Por el resto del 2011 jugó 44 juegos con los Gigantes, registrando promedio de .323 con 7 jonrones y 18 impulsadas, para un total de 142 juegos y una línea ofensiva de .300-22-84.

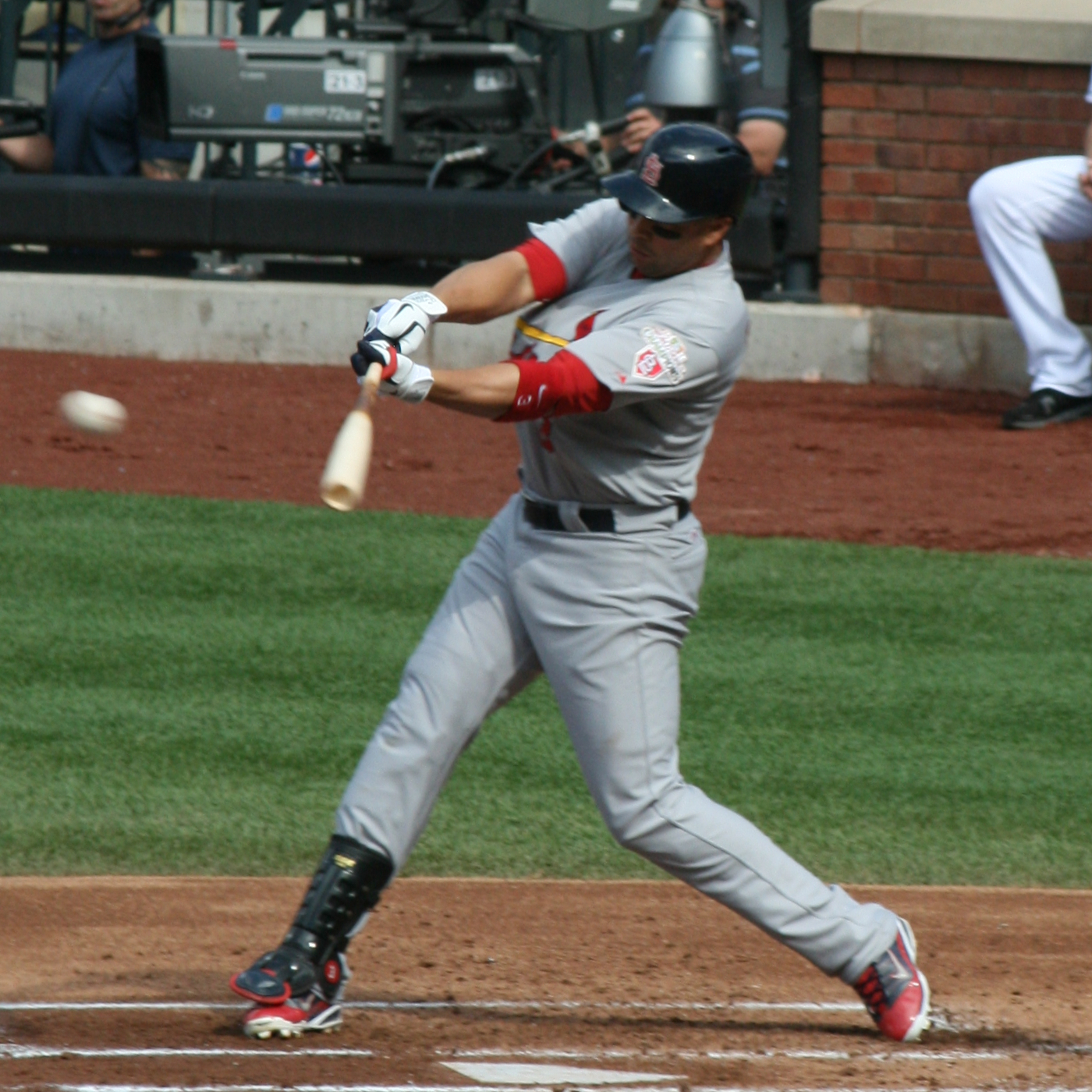
Beltrán con los Cardenales de San Luis en 2012.

### St. Louis Cardinals
El 22 de diciembre de 2011, Beltrán firmó un contrato de 2 años y $26 millones con los Cardenales de San Luis que incluyó una cláusula de no-transferencia.
El 15 de junio de 2012, se robó la segunda base en la segunda entrada ante su anterior equipo los Reales de Kansas City, para convertirse en el primer bateador ambidiestro en la historia de las Grandes Ligas en conectar 300 jonrones y robar 300 bases, y el octavo jugador en alcanzar tal hazaña.
En octubre de 2013, Beltrán recibió el Premio Roberto Clemente por su actividad humanitaria, el cuarto jugador de los Cardenales en recibir el premio, uniéndose a Albert Pujols, Ozzie Smith y Lou Brock.
Al finalizar la temporada, declinó una oferta de los Cardenales por un año y $14.1 millones, por lo que se convirtió en agente libre.

### New York Yankees
El 6 de diciembre de 2013, Beltrán acordó con los Yanquis de Nueva York por tres años y $45 millones, acuerdo que se hizo oficial el 19 de diciembre.
El 15 de abril de 2016, se convirtió en el 84to jugador en tomar 10,000 turnos al bate. Conectó su jonrón 400 el 15 de mayo, el 54to jugador en la historia en alcanzar dicha marca. El 28 de mayo conectó su hit 2,500 para unirse a Roberto Clemente, Iván Rodríguez y Roberto Alomar como los únicos puertorriqueños en registrar tal cantidad de hits. Se convirtió en el cuarto jugador, luego de Álex Rodríguez, Barry Bonds y Willie Mays en alcanzar 2,500 hits, 400 jonrones, 300 bases robadas y 1,000 bases por bolas.
El 15 de julio de 2016, ante los Medias Rojas de Boston, se convirtió en el 55to jugador y cuarto bateador ambidiestro en impulsar 1,500 carreras.

### Texas Rangers
El 1 de agosto de 2016, Beltrán fue transferido a los Rangers de Texas a cambio de los prospectos Dillon Tate, Erik Swanson y Nick Green. El 3 de agosto ante los Orioles de Baltimore, conectó su primer jonrón para los Rangers, anotando su carrera 1,500 en la jugada. Finalizó la temporada con promedio de .295, 29 jonrones y 93 impulsadas en 151 juegos.

### Houston Astros (segunda experiencia)
El 5 de diciembre de 2016, Beltrán firmó un contrato de un año y $16 millones con los Astros de Houston para la temporada 2017. Jugó principalmente como bateador designado, y en 467 turnos al bate registró de .231 con 14 jonrones y 51 impulsadas. En la postemporada, tuvo una actuación limitada con tres hits y una impulsada en solo 20 turnos al bate, pero formó parte del equipo que ganó la Serie Mundial de 2017, obteniendo su primer campeonato después de 20 años de carrera profesional en Grandes Ligas.

## Estadísticas
| Year    | Age     | Team        | Lg      | G     | AB    | R     | H     | 2B  | 3B | HR  | RBI | SB  | CS | BB  | SO    | BA   | OBP  | SLG  | OPS  | TB    | SH | SF | IBB | HBP | GDP | Salary      |
| ------- | ------- | ----------- | ------- | ----- | ----- | ----- | ----- | --- | -- | --- | --- | --- | -- | --- | ----- | ---- | ---- | ---- | ---- | ----- | -- | -- | --- | --- | --- | ----------- |
| 1998    | 21      | Kansas City | AL      | 14    | 58    | 12    | 16    | 5   | 3  | 0   | 7   | 3   | 0  | 3   | 12    | .276 | .317 | .466 | .783 | 27    | 0  | 1  | 0   | 1   | 2   |             |
| 1999    | 22      | Kansas City | AL      | 156   | 663   | 112   | 194   | 27  | 7  | 22  | 108 | 27  | 8  | 46  | 123   | .293 | .337 | .454 | .791 | 301   | 0  | 10 | 2   | 4   | 17  | $200,000    |
| 2000    | 23      | Kansas City | AL      | 98    | 372   | 49    | 92    | 15  | 4  | 7   | 44  | 13  | 0  | 35  | 69    | .247 | .309 | .366 | .675 | 136   | 2  | 4  | 2   | 0   | 12  | $350,000    |
| 2001    | 24      | Kansas City | AL      | 155   | 617   | 106   | 189   | 32  | 12 | 24  | 101 | 31  | 1  | 52  | 120   | .306 | .362 | .514 | .876 | 317   | 1  | 5  | 2   | 5   | 7   | $425,000    |
| 2002    | 25      | Kansas City | AL      | 162   | 637   | 114   | 174   | 44  | 7  | 29  | 105 | 35  | 7  | 71  | 135   | .273 | .346 | .501 | .847 | 319   | 3  | 7  | 1   | 4   | 12  | $3,500,000  |
| 2003    | 26      | Kansas City | AL      | 141   | 521   | 102   | 160   | 14  | 10 | 26  | 100 | 41  | 4  | 72  | 81    | .307 | .389 | .522 | .911 | 272   | 0  | 7  | 4   | 2   | 8   | $6,000,000  |
| 2004    | 27      | KC/HOU      | AL/NL   | 159   | 599   | 121   | 160   | 36  | 9  | 38  | 104 | 42  | 3  | 92  | 101   | .267 | .367 | .548 | .915 | 328   | 3  | 7  | 10  | 7   | 8   | $9,000,000  |
| 2005    | 28      | New York    | NL      | 151   | 582   | 83    | 155   | 34  | 2  | 16  | 78  | 17  | 6  | 56  | 96    | .266 | .330 | .414 | .744 | 241   | 4  | 6  | 5   | 2   | 9   | $11,571,429 |
| 2006    | 29      | New York    | NL      | 140   | 510   | 127   | 140   | 38  | 1  | 41  | 116 | 18  | 3  | 95  | 99    | .275 | .388 | .594 | .982 | 303   | 1  | 7  | 6   | 4   | 6   | $13,571,428 |
| 2007    | 30      | New York    | NL      | 144   | 554   | 93    | 153   | 33  | 3  | 33  | 112 | 23  | 2  | 69  | 111   | .276 | .353 | .525 | .878 | 291   | 1  | 10 | 10  | 2   | 8   | $13,571,429 |
| 2008    | 31      | New York    | NL      | 157   | 592   | 113   | 166   | 40  | 5  | 27  | 112 | 24  | 3  | 89  | 95    | .282 | .372 | .497 | .869 | 302   | 1  | 6  | 13  | 1   | 11  | $18,622,809 |
| Totals: | Totals: | Totals:     | Totals: | 1,477 | 5,705 | 1,032 | 1,599 | 318 | 63 | 262 | 984 | 274 | 37 | 680 | 1,042 | .280 | .356 | .496 | .852 | 2,829 | 16 | 70 | 55  | 32  | 100 | $76,812,095 |

## Vida personal
Beltrán tiene residencias en Port Washington, Nueva York y Manatí, en las cuales reside con su esposa Jessica Lugo y sus hermosas hijas.